# Gloster Gladiator
Die Gloster Gladiator war ein einmotoriges Jagdflugzeug aus britischer Produktion und das letzte als Doppeldecker ausgelegte im Dienst der Royal Air Force. Sie bildete den Abschluss einer langen Entwicklungsreihe von erfolgreichen Doppeldeckerkonstruktionen des Herstellers Gloster Aircraft Company. Die Gladiator flog zuerst im September 1934 und wurde im Januar 1937 bei der Royal Air Force eingeführt.
Die Konstruktion der Gladiator zeigte noch einige für Doppeldecker typische Merkmale: verstrebte und verspannte Tragflächen, einen stoffbespannten Rumpf und ein festes Fahrwerk. Fortschrittlicher waren das geschlossene Cockpit und hydraulische Landeklappen.
Die Gladiator war bereits vor dem Beginn des Zweiten Weltkriegs den als Eindecker ausgelegten moderneren Jagdflugzeugen unterlegen. Im Zweiten Weltkrieg kam es jedoch noch zu einzelnen Konfrontationen zwischen der Gladiator und anderen Doppeldeckermustern. So wurde sie über Malta im September 1940 gegen italienische Fiat CR.42 eingesetzt. Dabei konnten wahrscheinlich zwei CR.42 durch Gladiator abgeschossen werden. Auch im Sowjetisch-Finnischen Winterkrieg 1940 kam es zu Luftkämpfen finnischer Gladiator mit sowjetischen I-15- und I-153-Doppeldeckern.

## Geschichte
Nach dem Ersten Weltkrieg wechselte Henry Folland von der British Nieuport Company, wo er die Nieuport Nighthawk konstruiert hatte, zur Gloucestershire Aircraft Company und wurde dort 1921 Chefkonstrukteur. Davor war er bei der Royal Aircraft Factory tätig und zeichnete für die Konstruktion der S.E.5 verantwortlich. Gloucestershire übernahm sämtliche noch vorhandenen und nicht verwendeten Zellen und 1920 auch sämtliche Nachbaurechte für die Nighthawk-Konstruktion. Diese bildeten die Ausgangsbasis für eine Reihe von Doppeldecker-Jagdflugzeugen, von denen die Grebe von 1923 als erstes Muster eine relativ hohe Stückzahl erreichte. Drei Jahre später folgte die Gamecock, die ebenso wie ihr Vorgänger von der RAF in den 1920er- und bis in die frühen 1930er-Jahre eingesetzt wurde.
Gloster entwickelte dann 1926 das Modell SS.18 anfangs für die Ausschreibung F.9/26, bei der die RAF aber alle vorgeschlagenen Entwürfe ablehnte. Dann reichte Gloster die SS.18 für F.20/27 ein; hier gewann zwar die Bristol Bulldog, jedoch wurde das Muster als SS.18A, SS.18B, SS.19 und SS.19A mit unterschiedlichen Triebwerken und sonstigen Modifikationen weiterentwickelt. Das letzte Modell (SS.19B) erfüllte dann 1933 die Anforderungen von F.24/33 und wurde als Gloster Gauntlet bei der RAF bis zum Ende der 1930er-Jahre eingesetzt.
Als Ende 1930 das Air Ministry die Ausschreibung F.7/30 ankündigte, war Gloster schon relativ weit mit dem nächsten Projekt, dem Modell SS.37 fortgeschritten. Dieses war eine einstielige Weiterentwicklung der Gauntlet und sollte den geforderten Rolls-Royce Goshawk verwenden; da sich dieses Triebwerk mit seiner Evaporationskühlung jedoch als wenig geeignet für Jagdflugzeuge erwies, setzte Gloster bereits für den Prototyp 1934 auf eigenes Risiko den neu entwickelten Bristol Mercury ein. Die Gladiator war gegenüber der Gauntlet aerodynamisch „sauberer“ ausgelegt, wozu auch das neue Fahrwerk mit freitragenden Fahrwerksbeinen ohne Verspannung und durchgehender Achse beitrug.
Der Gladiator-Prototyp SS.37 (K5200) wurde aus einem Gauntlet-Mk.II-Rumpf erstellt, wobei ein Oberflächenölkühler auf der oberen rechten Tragfläche und eine Kopfstütze für das noch offene Cockpit ergänzt wurden. Beim ersten Flug am 12. September 1934 war noch ein 530 PS leistender Mercury IV eingebaut, der dann durch einen Mercury VIS2 mit 645 PS ersetzt wurde. Zusammen mit den Mitbewerbern der Ausschreibung F.7/30 ging der Prototyp zuerst Anfang 1935 zur Erprobung nach Martlesham zum Aeroplane and Armament Experimental Establishment, um dann im Juli 1935 bei der RAF-Schau in Hendon im „Experimental Air Park“ unter dem Namen „Gladiator“ ausgestellt zu werden. Bereits im Juni erteilte das Air Ministry den ersten Serienauftrag über 23 Maschinen, die den verbesserten 830-PS-Mercury-IX-Motor, ein verbessertes Fahrwerk und ein geschlossenes Cockpit erhalten sollten.
Die letzten Exemplare der Serienproduktion erhielten den Bristol-Mercury-VIIIAS-Sternmotor, der ebenfalls 830 PS leistete, sich aber von dem der Gladiator I durch den Austausch des Holzpropellers gegen einen Dreiblatt-Fairey-Reed-Metallpropeller und eine neue Vergaserbestückung mit automatischer Mischungskontrolle unterschied. Die letzte Gladiator II wurde im April 1940 an die RAF geliefert.
Die trägergestützte Version wurde als Sea Gladiator bezeichnet. Im Jahre 1938 wurden dazu 38 Stück der Variante Gladiator Mk II entsprechend umgerüstet. Weitere 60 wurden direkt ab Werk geliefert. Dieser Typ erlangte bei der Verteidigung Maltas gegen italienische Luftangriffe vom 16. bis zum 28. Juni 1940 Berühmtheit, als es dreien dieser Flugzeuge gelang, die Insel relativ erfolgreich vor italienischen Bombern zu schützen.
Schweden erwarb eine Fertigungslizenz und produzierte die Flugzeuge unter der Bezeichnung J8 (entspricht Gladiator Mk I) und J8A (Gladiator Mk II).
Bis zum Produktionsende im April 1940 wurden 747 Exemplare gebaut, davon 216 für den Export. Die folgende Tabelle gibt einen Überblick über die Verwendung des Typs außerhalb der Royal Air Force:
| Land                  | Stückzahl                                       | Verwendungszeitraum |
| --------------------- | ----------------------------------------------- | ------------------- |
| Ägypten               | 18 Gladiator I + 25 Gladiator II (ex-RAF)       | 1939–44             |
| Australien            | 39 Gladiator I und II (ex-RAF)                  | ab 1940             |
| Belgien               | 22 Gladiator I                                  | 1937–40             |
| China                 | 36 Gladiator I                                  | ab 1937             |
| Deutsches Reich       | 13 ex-sowjetische Gladiator I                   | ab 1941             |
| Finnland              | 12 Gladiator I + 30 Gladiator II (ex-RAF)       | 1940–45             |
| Griechenland          | 27 Gladiator I + 14 Gladiator II (ex-RAF)       | 1937–41             |
| Königreich Irak       | 15 Gladiator I + 29 Gladiator I und II (ex-RAF) | 1938–51             |
| Irland                | 4 Gladiator I                                   | 1938–44             |
| Lettland              | 26 Gladiator I                                  | 1938–40             |
| Litauen               | 14 Gladiator I                                  | 1939–40             |
| Norwegen              | 6 Gladiator I + 6 Gladiator II                  | 1938–40             |
| Portugal              | 15 Gladiator I + 15 Gladiator II (ex-RAF)       | 1938–52             |
| Schweden              | 37 J8 + 18 J8A (nur bis 1942)                   | 1937–47             |
| Sowjetunion           | 5 ex-lettische und 12 ex-litauische Gladiator I | ab 1940             |
| Südafrikanische Union | 1 Gladiator I + 11 Gladiator II (ex-RAF)        | 1939–41             |

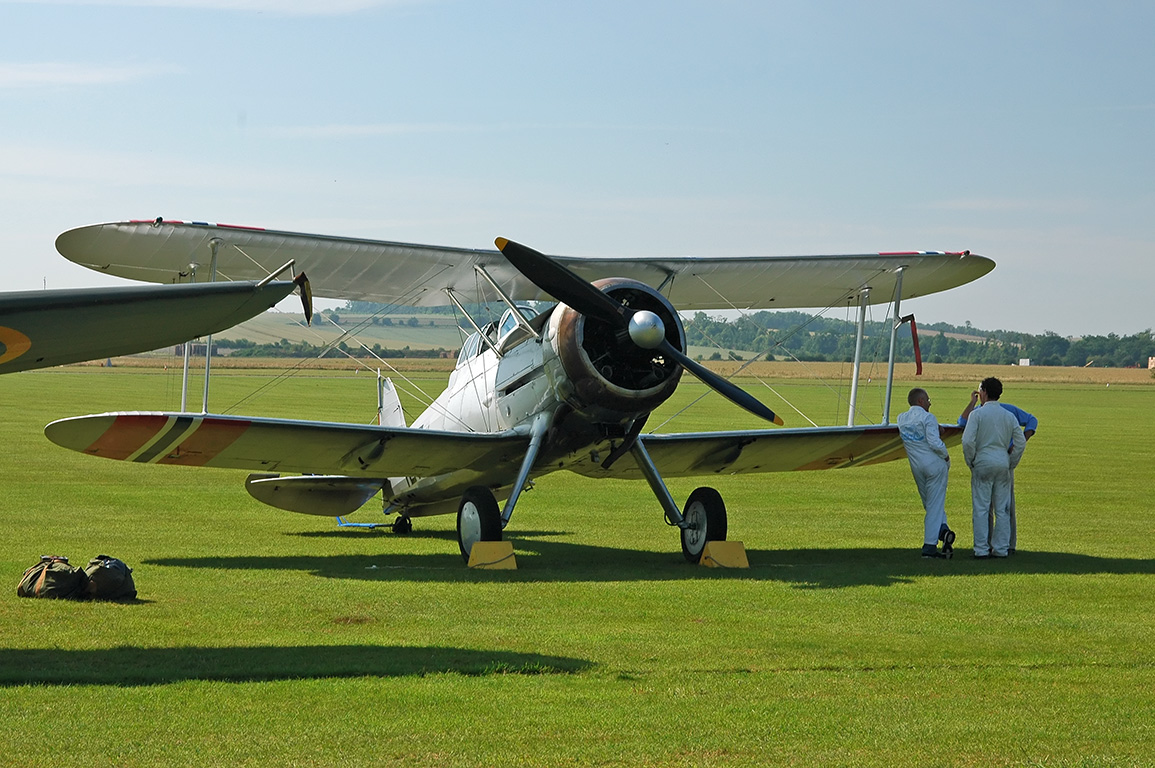
Gloster Gladiator mit norwegischen Markierungen

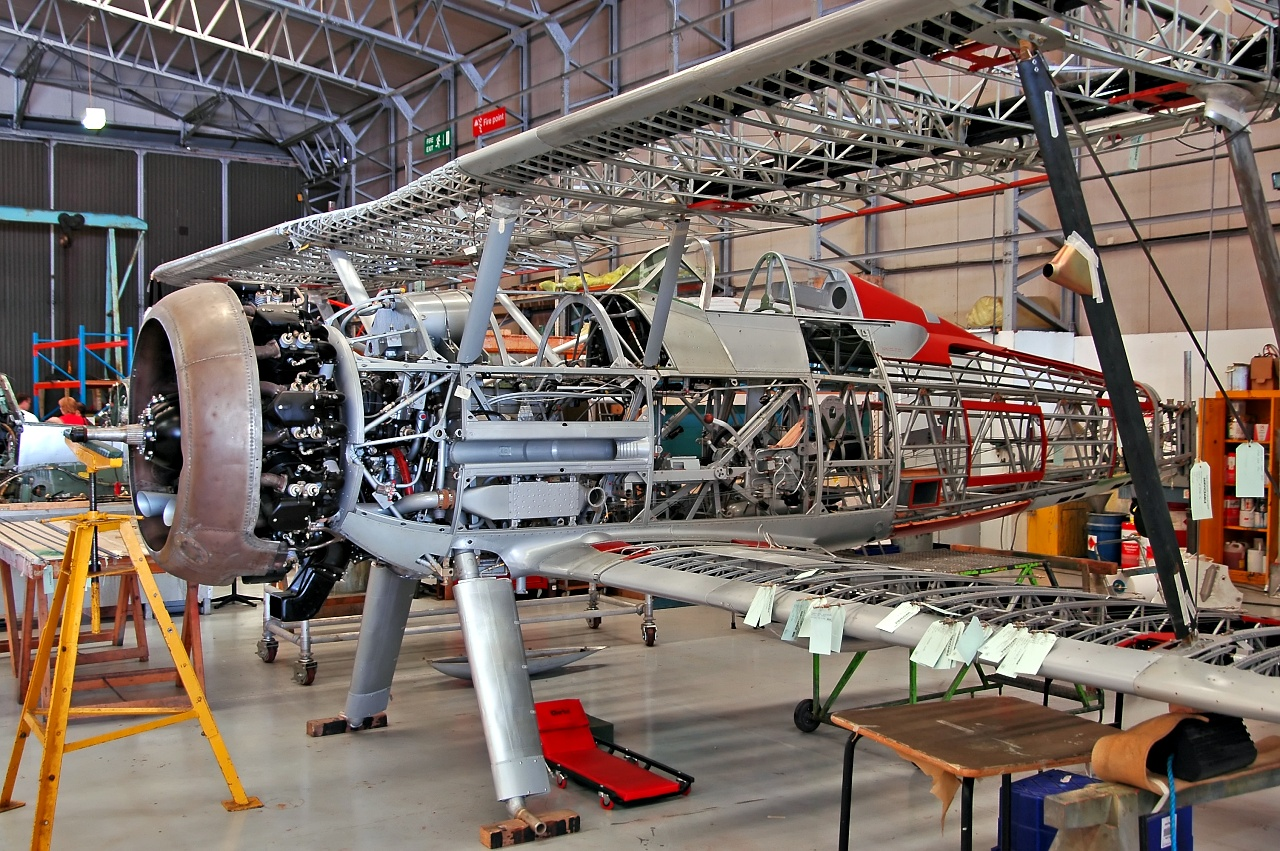
Gloster Gladiator ohne Bespannung

Den deutschen Truppen fielen beim Vormarsch im Baltikum 13 Gladiator I in die Hände, die meisten auf dem Flugplatz Schaulen, wie eine Beutemeldung vom Juli 1941 zeigt. Sie trugen alle sowjetische Hoheitszeichen, als sie per Bahn im Reich eintrafen. Darunter kamen dann lettische rote Hakenkreuze, bei einigen auch die litauischen weißen Doppelkreuze zum Vorschein. Mindestens zehn der Flugzeuge wurden wieder flugfähig gemacht und vorwiegend bei der Ergänzungsgruppe (S) 1 in Langendiebach bei Frankfurt zum Schleppen von Lastenseglern DFS 230 eingesetzt.

## Technische Daten

Gladiator Mk.I

| Kenngröße                | SS.37                                         | Gladiator I (Mk.I)                           | Gladiator II (Mk.II)                                        |
| ------------------------ | --------------------------------------------- | -------------------------------------------- | ----------------------------------------------------------- |
| Besatzung                | 1                                             | 1                                            | 1                                                           |
| Länge                    | 8,36 m                                        | 8,36 m                                       | 8,36 m                                                      |
| Spannweite               | 9,83 m                                        | 9,83 m                                       | 9,83 m                                                      |
| Flügelfläche             | 30,20 m²                                      | 30,20 m²                                     | 30,20 m²                                                    |
| Antrieb                  | ein Sternmotor Bristol Mercury VIS mit 645 PS | ein Sternmotor Bristol Mercury IX mit 830 PS | ein Sternmotor Bristol Mercury VIIIA oder VIIIAS mit 830 PS |
| Höchstgeschwindigkeit    | 378 km/h in 3050 m                            | 405 km/h in 4420 m                           | 414 km/h in 4450 m                                          |
| Reichweite               |                                               | 660 km                                       | 714 km                                                      |
| Dienstgipfelhöhe         | 8235 m                                        | 10.000 m                                     |                                                             |
| Steigleistung auf 3000 m | 5,25 min                                      | 4,75 min                                     | 4,5 min                                                     |
| Leermasse                | 1390 kg                                       | 1460 kg                                      | 1562 kg                                                     |
| Flugmasse                | 1970 kg                                       | 2086 kg                                      | 2206 kg                                                     |
| Bewaffnung               | vier 7,7-mm-MG, zwei 45-kg-Bomben             | vier 7,7-mm-MG, zwei 45-kg-Bomben            | vier 7,7-mm-MG, zwei 45-kg-Bomben                           |